# Oberhoffen-lès-Wissembourg
Oberhoffen-lès-Wissembourg är en kommun i departementet Bas-Rhin i regionen Grand Est (tidigare regionen Alsace) i nordöstra Frankrike. Kommunen ligger i kantonen Wissembourg som tillhör arrondissementet Wissembourg. År 2022 hade Oberhoffen-lès-Wissembourg 312 invånare.

## Befolkningsutveckling
Antalet invånare i kommunen Oberhoffen-lès-Wissembourg
| Referens: INSEE |